# TREX1
TREX1 (англ. Three prime repair exonuclease 1) – білок, який кодується однойменним геном, розташованим у людей на короткому плечі 3-ї хромосоми.  Довжина поліпептидного ланцюга білка становить 369 амінокислот, а молекулярна маса — 38 923.
| 10         |  | 20         |  | 30         |  | 40         |  | 50         |
| ---------- |  | ---------- |  | ---------- |  | ---------- |  | ---------- |
| MGPGARRQGR |  | IVQGRPEMCF |  | CPPPTPLPPL |  | RILTLGTHTP |  | TPCSSPGSAA |
| GTYPTMGSQA |  | LPPGPMQTLI |  | FFDMEATGLP |  | FSQPKVTELC |  | LLAVHRCALE |
| SPPTSQGPPP |  | TVPPPPRVVD |  | KLSLCVAPGK |  | ACSPAASEIT |  | GLSTAVLAAH |
| GRQCFDDNLA |  | NLLLAFLRRQ |  | PQPWCLVAHN |  | GDRYDFPLLQ |  | AELAMLGLTS |
| ALDGAFCVDS |  | ITALKALERA |  | SSPSEHGPRK |  | SYSLGSIYTR |  | LYGQSPPDSH |
| TAEGDVLALL |  | SICQWRPQAL |  | LRWVDAHARP |  | FGTIRPMYGV |  | TASARTKPRP |
| SAVTTTAHLA |  | TTRNTSPSLG |  | ESRGTKDLPP |  | VKDPGALSRE |  | GLLAPLGLLA |
| ILTLAVATLY |  | GLSLATPGE  |  |            |  |            |  |            |

A: Аланін

C: Цистеїн

D: Аспарагінова кислота

E: Глутамінова кислота

F: Фенілаланін

G: Гліцин

H: Гістидин

I: Ізолейцин

K: Лізин

L: Лейцин

M: Метіонін

N: Аспарагін

P: Пролін

Q: Глутамін

R: Аргінін

S: Серин

T: Треонін

V: Валін

W: Триптофан

Кодований геном білок за функціями належить до гідролаз, екзонуклеаз, нуклеаз, фосфопротеїнів. 
Задіяний у такому біологічному процесі як альтернативний сплайсинг. 
Білок має сайт для зв'язування з іонами металів, іоном магнію. 
Локалізований у цитоплазмі, ядрі, мембрані, ендоплазматичному ретикулумі.